# Polisportiva Ahena Cesena
La Polisportiva Ahena Cesena è stata una società italiana di pallacanestro con sede a Cesena.
Ha disputato 15 stagioni in Serie A1 e vinto uno scudetto, una Coppa dei Campioni e una Coppa Ronchetti.

## Cronistoria
| Cronistoria della Polisportiva Ahena Cesena |
| --- |
| - 1980-1981 · Unicar, 2ª nel Girone A di Serie A2. - 1981-1982 · Unicar, 1ª nel Girone A di Serie A2, promossa in Serie A1. - 1982-1983 · Unimoto, 3ª nel Girone A di Serie A1, 6ª nella Poule finale, semifinalista play-off. - 1983-1984 · Unimoto, 2ª nel Girone B di Serie A1, 7ª nella Poule finale, eliminata ai quarti di finale dei play-off. Preliminari di Coppa Ronchetti. - 1984-1985 · Unimoto, 3ª nel Girone B di Serie A1, 7ª nella Poule finale, eliminata ai quarti di finale dei play-off. - 1985-1986 · Unimoto, 3ª nel Girone B di Serie A1, 6ª nella Poule finale, eliminata agli ottavi di finale dei play-off. - 1986-1987 · Unicar, 3ª in Serie A1, semifinalista play-off. - 1987-1988 · Unicar, 6ª in Serie A1, semifinalista play-off. Quarti di finale di Coppa Ronchetti. - 1988-1989 · Unicar, 10ª in Serie A1. - 1989-1990 · Unicar, 1ª in Serie A1, vince i play-off, Campione d'Italia (1º titolo). - 1990-1991 · Conad, 1ª in Serie A1, finalista play-off. Vince la Coppa dei Campioni (1º titolo) - 1991-1992 · Conad, 2ª in Serie A1, finalista play-off. Semifinalista in Coppa Ronchetti. - 1992-1993 · Conad, 2ª in Serie A1, finalista play-off. - 1993-1994 · Marani, 3ª in Serie A1, finalista play-off. Vince la Coppa Ronchetti (1º titolo). - 1994-1995 · Divella, 11ª in Serie A1. - 1995-1996 · TMC, 4ª in Serie A1, finalista play-off. - 1996-1997 · TMC, 9ª in Serie A1, salva ai play-out, rinuncia all'iscrizione. |

## Palmarès
- Campionato italiano: 1

1989-1990
- Coppa dei Campioni: 1

1990-1991
- Coppa Ronchetti: 1

1993-1994